# Гінар
Гінар (перс. غينر) — село в Ірані, у дегестані Кара-Кагріз, у бахші Кара-Кагріз, шагрестані Шазанд остану Марказі. За даними перепису 2006 року, його населення становило 1821 особу, що проживали у складі 482 сімей.

## Клімат
Середня річна температура становить 12,20 °C, середня максимальна – 30,27 °C, а середня мінімальна – -8,58 °C. Середня річна кількість опадів – 285 мм.
| Клімат поселення                              | Клімат поселення | Клімат поселення | Клімат поселення | Клімат поселення | Клімат поселення | Клімат поселення | Клімат поселення | Клімат поселення | Клімат поселення | Клімат поселення | Клімат поселення | Клімат поселення | Клімат поселення |
| Показник                                      | Січ.             | Лют.             | Бер.             | Квіт.            | Трав.            | Черв.            | Лип.             | Серп.            | Вер.             | Жовт.            | Лист.            | Груд.            |                  |
| Середній максимум, °C                         | 7,97             | 9,84             | 14,05            | 18,88            | 23,93            | 28,93            | 30,27            | 29,90            | 25,70            | 20,21            | 14,28            | 8,48             |                  |
| Середня температура, °C                       | −0,3             | 1,56             | 5,78             | 10,61            | 15,64            | 20,65            | 24,20            | 23,83            | 19,62            | 14,14            | 8,19             | 2,42             |                  |
| Середній мінімум, °C                          | −8,58            | −6,72            | −2,51            | 2,32             | 7,37             | 12,37            | 18,12            | 17,76            | 13,57            | 8,07             | 2,14             | −3,65            |                  |
| Норма опадів, мм                              | 43               | 40               | 51               | 36               | 29               | 4                | 1                | 1                | 0                | 9                | 29               | 42               |                  |
| Середньомісячна швидкість вітру, м/с          | 2.05             | 2.45             | 3.24             | 3.30             | 2.97             | 2.52             | 2.54             | 2.48             | 2.24             | 2.20             | 1.70             | 2.06             |                  |
| Середньомісячна сонячна радіація, кДж/м²·день | 9247             | 12550            | 15013            | 18336            | 22243            | 26869            | 25735            | 24143            | 21354            | 15781            | 10945            | 8938             |                  |
| --------------------------------------------- | ---------------- | ---------------- | ---------------- | ---------------- | ---------------- | ---------------- | ---------------- | ---------------- | ---------------- | ---------------- | ---------------- | ---------------- | ---------------- |
| Джерело:                                      |                  |                  |                  |                  |                  |                  |                  |                  |                  |                  |                  |                  |                  |